# Mouette relique
Ichthyaetus relictus
Espèce
Statut de conservation UICN

 VU D2 : Vulnérable
Statut CITES
Synonymes
- Larus relictus

La Mouette relique (Ichthyaetus relictus) est une espèce asiatique d'oiseaux de mer de la famille des Laridae.

## Description
Cet oiseau mesure environ 44 cm.